# هیزم

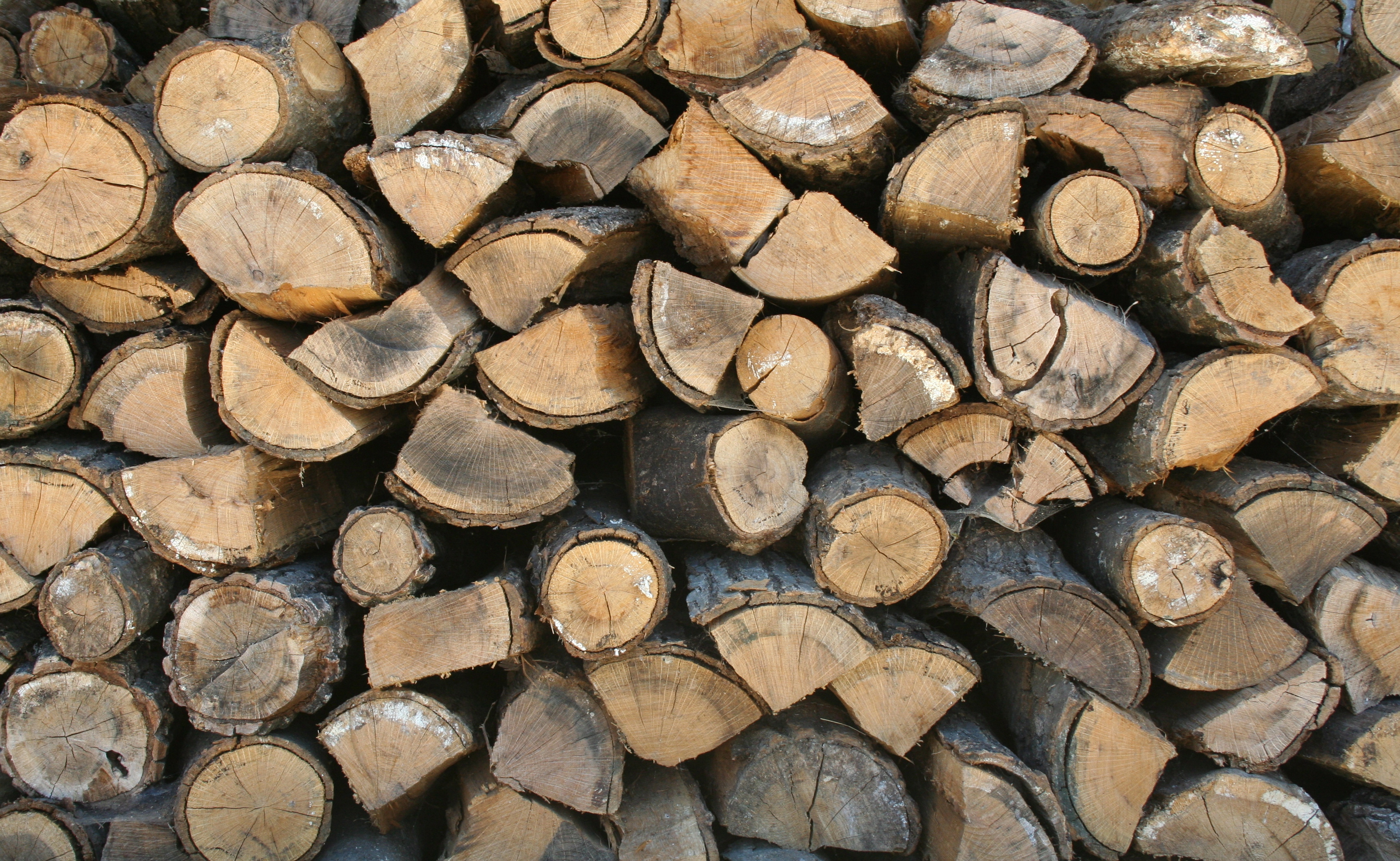
هیزم انباشته برای خشک شدن

هیزُم (هیمه یا چوب خشک) به چوب‌ها و الوارهایی گفته می‌شود که به منظور سوزاندن برای تولید گرما یا آشپزی به کار می‌رود. از هیزم گاهی برای گرداندن موتور بخار (برای نمونه در لوکوموتیوها) نیز بهره می‌گیرند.
استفاده از هیزم به عنوان سوخت برای گرمای خانه‌ها به قدمت خود تمدن است. با اینکه امروزه در بسیاری نقاط، زغال‌سنگ، نفت و گاز جای هیزم را گرفته‌اند ولی هنوز در بسیاری خانه‌ها در سراسر جهان کاربرد دارد.
هیزم را در قدیم بیشتر در تنورها قرار می‌دادند. امروزه در برخی از خانه‌ها محل ویژه‌ای برای سوزاندن چوب و گرم کردن خانه تعبیه شده که به آن شومینه (واژه فرهنگستان زبان: هیمه‌سوز) گفته می‌شود. برخی هیمه‌سوزها هم امروزه گازسوز و تنها زینتی هستند و هیزم‌های مصنوعی در آنها قرار دارد.

## هیزم‌کِشی

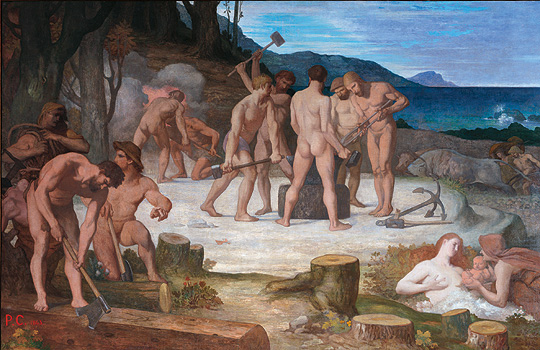
هیزم شکن‌ها اثر پیر پووی دو شاوان

هیزم‌کش به کسی گفته می‌شود که برای فروش هیزم جمع می‌کند، در مناطق روستایی جهان در زمان قدیم این عمل بسیار رواج داشته و ساکنان مناطق کوهستانی هیزم را برای فروش یا برای ساختن زغال جمع‌آوری می‌کردند، و در روستاهای پیرامون خود می‌فروختند.
امروزه میزان این شغل نسبت به گذشته خیلی کاسته شده و دیگر مردم به شغل هیزم‌کشی چندان روی نمی‌آورند.
هیزم پس از اینکه مقداری سوخت تبدیل به زغال و سپس تبدیل به خاکستر می‌شود.
هیزم را در بعضی گویش‌های جنوب ایران «خجه» می‌گویند.
هیزم در تدفئه خانه‌های روستایی، ومخصوصاً در فصل زمستان نقش مهمی داشته بوده‌است.

## نگارخانه

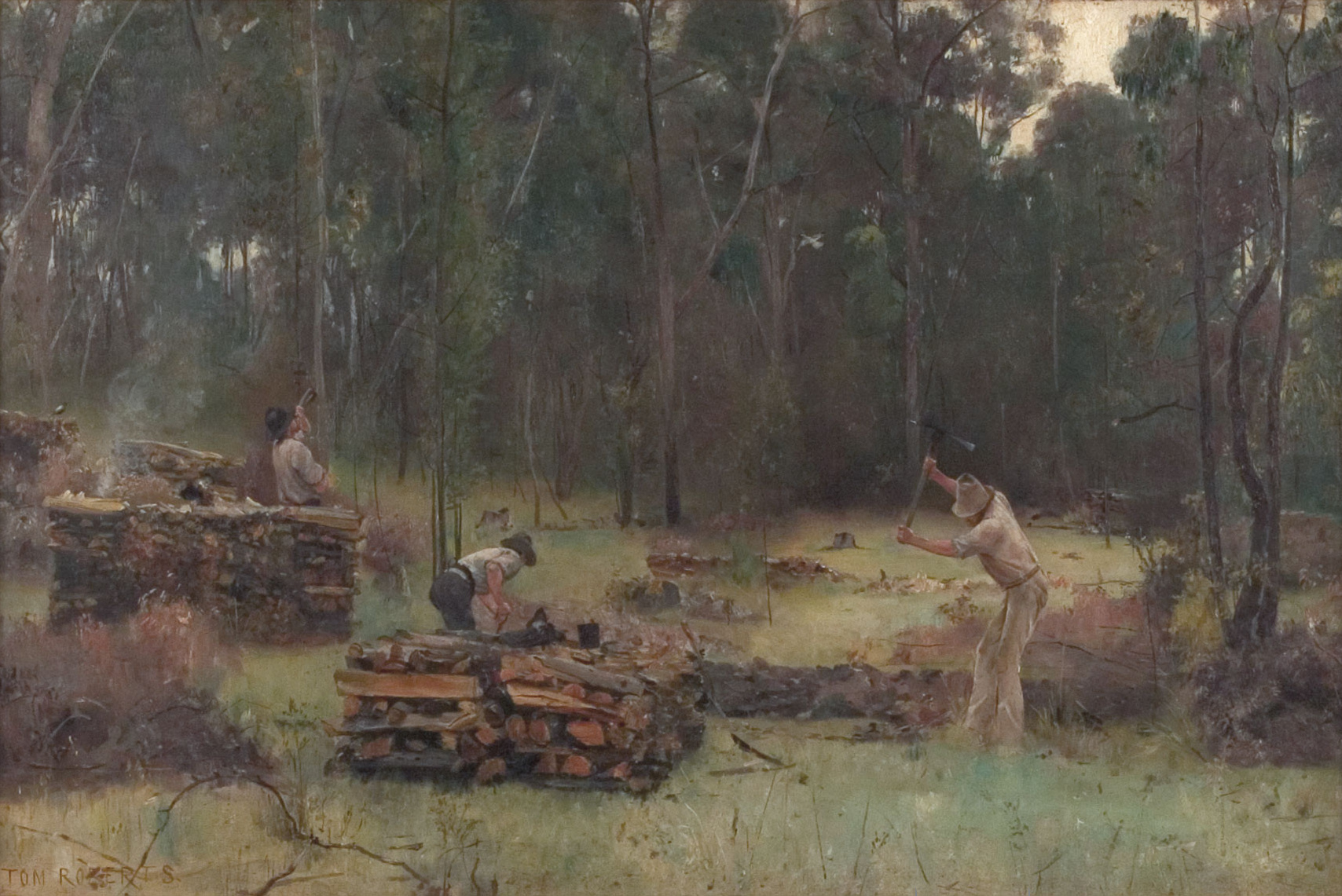
هیزم‌شکنان اثر تام رابرتز